# ایسانبایوو
ایسانبایوو (انگلیسی: Isanbayevo) یک شهرک در شهرستان ایلیشفسکی استان باشقیرستان کشور روسیه است.